# Svartgrått björkbladmott
Svartgrått björkbladmott (Ortholepis betulae) är en fjärilsart som först beskrevs av Johann August Ephraim Goeze 1778.  Svartgrått björkbladmott ingår i släktet Ortholepis, och familjen mott. Arten är reproducerande i Sverige.